# Équipe de Suisse espoirs de football
Maillots
L'équipe de Suisse espoirs de football est constituée par une sélection des meilleurs joueurs suisses de moins de 21 ans sous l'égide de la Association suisse de football.

## Championnat d'Europe de football espoirs
| Lieu et année | Qualifications | Qualifications | Qualifications | Qualifications | Qualifications | Qualifications | Qualifications | Phase finale              | Phase finale  | Phase finale  | Phase finale  | Phase finale  | Phase finale  | Phase finale  |
| Lieu et année | Class.         | M              | V              | N              | D              | bp             | bc             | Résultat                  | M             | V             | N             | D             | bp            | bc            |
| ------------- | -------------- | -------------- | -------------- | -------------- | -------------- | -------------- | -------------- | ------------------------- | ------------- | ------------- | ------------- | ------------- | ------------- | ------------- |
| 1978          | 3e/3           | 4              | 1              | 0              | 3              | 3              | 9              | Non qualifiée             | Non qualifiée | Non qualifiée | Non qualifiée | Non qualifiée | Non qualifiée | Non qualifiée |
| 1980          | 2e/3           | 4              | 2              | 1              | 1              | 8              | 2              | Non qualifiée             | Non qualifiée | Non qualifiée | Non qualifiée | Non qualifiée | Non qualifiée | Non qualifiée |
| 1982          | 4e/4           | 6              | 1              | 2              | 3              | 5              | 12             | Non qualifiée             | Non qualifiée | Non qualifiée | Non qualifiée | Non qualifiée | Non qualifiée | Non qualifiée |
| 1984          | 4e/4           | 6              | 0              | 1              | 5              | 10             | 16             | Non qualifiée             | Non qualifiée | Non qualifiée | Non qualifiée | Non qualifiée | Non qualifiée | Non qualifiée |
| 1986          | 4e/4           | 6              | 1              | 2              | 3              | 7              | 12             | Non qualifiée             | Non qualifiée | Non qualifiée | Non qualifiée | Non qualifiée | Non qualifiée | Non qualifiée |
| 1988          | 3e/4           | 6              | 1              | 3              | 2              | 4              | 7              | Non qualifiée             | Non qualifiée | Non qualifiée | Non qualifiée | Non qualifiée | Non qualifiée | Non qualifiée |
| 1990          | 2e/3           | 4              | 2              | 1              | 1              | 8              | 1              | Non qualifiée             | Non qualifiée | Non qualifiée | Non qualifiée | Non qualifiée | Non qualifiée | Non qualifiée |
| 1992          | 4e/4           | 6              | 1              | 0              | 5              | 5              | 13             | Non qualifiée             | Non qualifiée | Non qualifiée | Non qualifiée | Non qualifiée | Non qualifiée | Non qualifiée |
| 1994          | 3e/5           | 8              | 3              | 2              | 3              | 11             | 8              | Non qualifiée             | Non qualifiée | Non qualifiée | Non qualifiée | Non qualifiée | Non qualifiée | Non qualifiée |
| 1996          | 4e/5           | 8              | 2              | 1              | 5              | 9              | 16             | Non qualifiée             | Non qualifiée | Non qualifiée | Non qualifiée | Non qualifiée | Non qualifiée | Non qualifiée |
| 1998          | 3e/5           | 8              | 2              | 3              | 3              | 13             | 17             | Non qualifiée             | Non qualifiée | Non qualifiée | Non qualifiée | Non qualifiée | Non qualifiée | Non qualifiée |
| 2000          | 2e/5           | 8              | 4              | 2              | 2              | 8              | 4              | Non qualifiée             | Non qualifiée | Non qualifiée | Non qualifiée | Non qualifiée | Non qualifiée | Non qualifiée |
| 2002          | 1re/5          | 8              | 4              | 4              | 0              | 22             | 8              | Demi-finale               | 4             | 1             | 1             | 2             | 3             | 4             |
| 2004          | 1re/5          | 8              | 6              | 1              | 1              | 12             | 6              | 1er tour                  | 3             | 0             | 1             | 2             | 4             | 7             |
| 2006          | 2e/5           | 8              | 4              | 3              | 1              | 15             | 8              | Non qualifiée             | Non qualifiée | Non qualifiée | Non qualifiée | Non qualifiée | Non qualifiée | Non qualifiée |
| 2007          | 2e/3           | 2              | 1              | 0              | 1              | 5              | 4              | Non qualifiée             | Non qualifiée | Non qualifiée | Non qualifiée | Non qualifiée | Non qualifiée | Non qualifiée |
| 2009          | 1re/5          | 8              | 5              | 1              | 2              | 16             | 5              | Non qualifiée             | Non qualifiée | Non qualifiée | Non qualifiée | Non qualifiée | Non qualifiée | Non qualifiée |
| 2011          | 1re/6          | 10             | 6              | 2              | 2              | 15             | 8              | Médaille d'argent, Europe | 5             | 4             | 0             | 1             | 7             | 2             |
| 2013          | 2e/5           | 8              | 5              | 2              | 1              | 15             | 4              | Non qualifiée             | Non qualifiée | Non qualifiée | Non qualifiée | Non qualifiée | Non qualifiée | Non qualifiée |
| 2015          | 3e/5           | 8              | 5              | 0              | 3              | 23             | 8              | Non qualifiée             | Non qualifiée | Non qualifiée | Non qualifiée | Non qualifiée | Non qualifiée | Non qualifiée |
| 2017          | 3e/5           | 8              | 3              | 3              | 2              | 11             | 8              | Non qualifiée             | Non qualifiée | Non qualifiée | Non qualifiée | Non qualifiée | Non qualifiée | Non qualifiée |
| 2019          | 5e/6           | 10             | 3              | 1              | 6              | 11             | 18             | Non qualifiée             | Non qualifiée | Non qualifiée | Non qualifiée | Non qualifiée | Non qualifiée | Non qualifiée |
| 2021          | 2e/6           | 10             | 9              | 0              | 1              | 26             | 8              | 1er tour                  | 3             | 1             | 0             | 2             | 3             | 6             |
| 2023          | 2e/6           | 10             | 7              | 2              | 1              | 22             | 6              | 1/4 finale                | 4             | 1             | 0             | 3             | 6             | 10            |
| 2025          | 3e/6           | 10             | 5              | 3              | 2              | 21             | 12             | Non qualifiée             | Non qualifiée | Non qualifiée | Non qualifiée | Non qualifiée | Non qualifiée | Non qualifiée |
| Total         | —              | 182            | 83             | 40             | 59             | 323            | 202            | 5/25                      | 19            | 7             | 2             | 10            | 23            | 29            |